# Джуффин Халли
Сэр Джуффин Халли (Кеттарийский Охотник, Чиффа) — персонаж циклов «Лабиринты Ехо», «Хроники Ехо» и «Сновидения Ехо» Макса Фрая.
Вырос в городе Кеттари, графства Шимара, где учился у могущественного мага — шерифа Махи Аинти, а позже занял его пост.
В юности получил прозвище «Чиффа» за чрезвычайное любопытство.
В конце Эпохи Орденов стал известен как «Кеттарийский Охотник», так как, будучи наёмником, лично уничтожил несколько сотен самых могущественных колдунов своего времени. Сэр Кофа Йох, занимавший в это время пост Генерала Полиции Правого берега Ехо, потратил немало сил на попытки его поймать. После принятия Кодекса Хрембера, в написании которого сам Джуффин принимал конкретное участие, занял должность господина Почтеннейшего начальника Малого тайного сыскного войска, фактически став вторым лицом в государстве. По состоянию на условно настоящее время, является самым могущественным практикующим магом Мира Ехо. Все остальные колдуны либо слабее, либо напротив, давно стали настолько совершенны, что уже не могут активно вмешиваться в происходящее и становятся наблюдателями, или переселяются в другие миры (при этом почти все в тёплых дружеских отношениях с сэром Халли). Данный статус стал очевиден после сокрушительной победы Джуффина в дуэли с сэром Лойсо Пондохвой, которого большинство колдунов и граждан Ехо считали наиболее опасным и могущественным магом Эпохи Орденов. По итогам сражения Лойсо более, чем на сотню лет оказался заточён сэром Халли в одном из отдалённых миров, без возможности вернуться в Ехо. 
В юности Джуффин крутил роман со своей землячкой, леди Сотофой Ханемер, которая позже практически сравнялась с ним могуществом, оказавшись сильнейшей из ведьм Мира. Именно стараниями сэра Халли Макс перебрался из нашего мира в Ехо, заняв должность Ночного лица господина Почтеннейшего Начальника Тайного Сыска. Джуффин занимался воспитанием из неопытного сэра Макса Вершителя, обучая его различным приёмам колдовства.
В Ехо есть трактир, названный в его честь — «Джуффинова дюжина». Трактир основан земляком сэра Джуффина по имени Мохи Фаа на дюжину корон, одолженных ему Джуффином. В трактире стоит ровно тринадцать столиков, причём один из них всегда пустует, поскольку предназначен специально для сэра Джуффина. Сам Джуффин крайне редко наведывался в этот трактир, так как не хотел смущать его завсегдатаев своим присутствием.
Сэр Кофа Йох говорил: «В последний раз Джуффин почтил присутствием свою „дюжину“ полсотни лет назад, если я не ошибаюсь…»
Макс описывает внешний вид Джуффина Халли так: он «мог бы сойти за пожилого близнеца актёра Рутгера Хауэра (если у вас хватит воображения добавить к этому, и без того впечатляющему, образу неподвижный взгляд очень светлых, неожиданно раскосых глаз)». Являясь мастером Истинной магии, Джуффин уже давно перестал быть человеком в полном смысле этого слова.
...Я ясно видел, что все эти его вздохи, ворчливые нотки в голосе, нетерпение во взгляде – просто элементы игры, сложной и запутанной, но совершенно не затрагивающей самого игрока. Рябь на поверхности – не озера даже, но лужи талой воды на вершине огромного ледника – вот на что были похожи чувства и эмоции сэра Джуффина Халли. На поверку шеф оказался существом, лишенным человеческих слабостей, почти как его загадочный приятель Хабба Хэн. Только присутствие Хаббы Хэна делало мир теплым и уютным местом, а рядом с Джуффином у дикого зверья и особо чутких представителей рода человеческого шерсть на загривке дыбом должна бы становиться. Я, честно говоря, всегда подозревал что-то в таком роде, а теперь вот убедился на собственной шкуре. Бесценный опыт, хотя желанным его, конечно, не назовешь...
...Впрочем, почти сразу я понял, что его самолюбование – совершенно особого рода. Такое возможно, только когда дистанция между "я" и "я", умело вылепленной, деятельной, недолговечной маской и «наблюдателем», единственным зрителем и настоящим ценителем спектакля, давным-давно превратилась в настоящую непреодолимую пропасть. В таком случае любуешься, строго говоря, не собой, а чужим, сторонним человеком, который, тем не менее, открыт тебе во всей полноте. Собственно, нечто похожее испытывал сейчас я сам, отмечая преимущества и слабости своей новой личности, ненадолго позаимствованной с чужого плеча. То есть теперь я отчасти мог понять Джуффина – ровно настолько, насколько юноша, неделю назад покинувший отчий кров, способен понять старого бродягу. Но все-таки.
Сэр Макс о Джуффине Халли(Неуловимый Хабба Хэнн, хроники Ехо 3)
...Теперь я видел, вернее, ощущал всем телом, что за болтливостью, возбуждением, радушной физиономией гостеприимного хозяина дома и доброжелательной снисходительностью потенциального опекуна нет ни одного из перечисленных качеств. Но и обычного лукавого притворства там тоже не было — за всем этим скрывалось нечто гораздо большее, чем я мог вообразить; точнее, не «большее», а просто совсем иное, количественные категории в данном случае совершенно неуместны...«Существо», с которым мне предстояло иметь дело, было бесконечно спокойным, ритм его дыхания умиротворял, как шум речного течения, но я загривком чувствовал исходящую от него опасность. Невозможно было находиться рядом с Кеттарийцем и не понимать, что его природа — природа хищника. Впрочем, этот хищник не был озабочен поисками добычи, в нём не было ни алчности, ни беспокойства, ни злости; строго говоря, он вообще ничем не был озабочен, зато испытывал ко всему — происходящему и не случившемуся, вероятному и несбыточному, настоящему, прошлому, будущему, вообще ко всему — холодный, но вполне деятельный интерес. Я, помню, подумал, что он вполне мог бы разобрать Мир на части только для того, чтобы понять, как тут все устроено, а потом аккуратно собрать — при условии, что у него не появится более интересного занятия.
Шурф Лонли-Локли о Джуффине Халли(Ворона на мосту, хроники Ехо 4)

## Прочие использования образа
В лингвистических словарях используются отрывки из произведений Макса Фрая, в которых фигурирует Сэр Джуффин.